# Ceglie Messapica
Ceglie Messapica is een gemeente in de Italiaanse provincie Brindisi (regio Apulië) en telt 20.732 inwoners (31-12-2004). De oppervlakte bedraagt 130,3 km², de bevolkingsdichtheid is 159 inwoners per km².

## Demografie
Ceglie Messapica telt ongeveer 8065 huishoudens. Het aantal inwoners steeg in de periode 1991-2001 met 2,7% volgens cijfers uit de tienjaarlijkse volkstellingen van ISTAT.
| Jaar | Inwoneraantal |
| ---- | ------------- |
| 1991 | 20.805        |
| 2001 | 21.370        |

## Geografie
De gemeente ligt op ongeveer 300 meter boven zeeniveau.
Ceglie Messapica grenst aan de volgende gemeenten: Francavilla Fontana, Martina Franca (TA), Ostuni, San Michele Salentino, Villa Castelli.

## Externe links

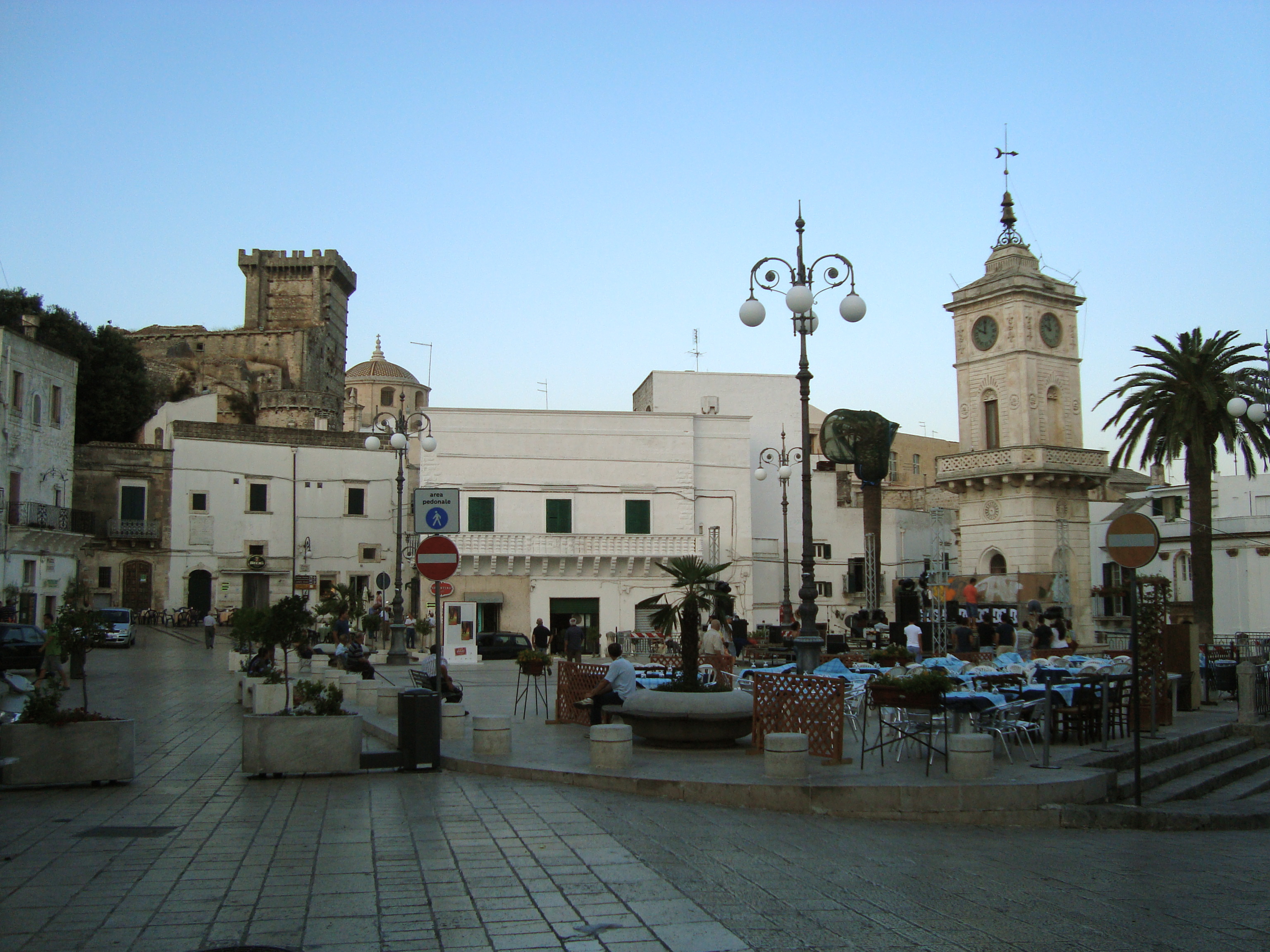
Piazza del popolo in Ceglie Messapica

## Geboren in
- Teresa Bellanova (1958), politica